# Microbiologia ambiental
La microbiologia ambiental és una branca de la microbiologia que se situa entre l'ecologia microbiana i les ciències ambientals. Estudia la composició i morfologia de les comunitats microbianes a l'entorn. Sorgeix als anys 70, és una escissió de l'ecologia microbiana, que estava esdevenint massa extensa. Els microbis són molt importants en cicles biogeoquímics globals i també poden viure a llocs extrems. Per això són informatius en el context d'astrobiologia.